# Grace (田村直美のアルバム)
『Grace』（グレイス）は、日本の女性ロック歌手・田村直美の4枚目のアルバムである。1997年11月27日発売。

## 概要
約1年8ヶ月ぶりにリリースした本作は12曲中7曲は石川寛門と共同作曲、5曲はjoey Carboneと共同作曲。両A面だった13枚目のシングルの表題曲の一つ「WILD SENSATION」は未収録。

## 収録曲
全曲作詞：田村直美
1. CUT OF LOVE
作曲：田村直美・石川寛門　編曲：月光恵亮・鷹羽仁
  - 15枚目のシングル表題曲。TBS『ワンダフル』エンディング・テーマ。
2. All You Need Is Love
作曲：田村直美・Joey Carbone　編曲：月光恵亮・鷹羽仁（ストリングスアレンジ：和田薫）
  - 14枚目のシングル表題曲。OVA『魔法騎士レイアース』主題歌。
3. Graceful Life
作曲：田村直美・石川寛門　編曲：月光恵亮・鷹羽仁
4. 日差しの強い日は ひまわりのように太陽をあびて進もう
作詞：田村直美・Joey Carbone　編曲：奈良部匠平
5. 星降る夜に
作曲：田村直美・石川寛門　編曲：月光恵亮・鷹羽仁
6. ALWAYS
作詞：田村直美・Joey Carbone　編曲：奈良部匠平
7. Nightmare
作曲：田村直美・石川寛門　編曲：奈良部匠平
8. きらいになれたらいい
作曲：田村直美・石川寛門　編曲：奈良部匠平
9. Pretty little lies
作詞：田村直美・Joey Carbone　編曲：奈良部匠平
10. 僕であるために
作曲：田村直美・石川寛門　編曲：月光恵亮・鷹羽仁
  - 17枚目のシングル「SWEET 7DAYS」のB面としてシングルカットされた。
11. 逢いたいときに限って
作詞：田村直美・Joey Carbone　編曲：奈良部匠平
12. KEY OF GOLD
作曲：田村直美・石川寛門　編曲：月光恵亮・鷹羽仁（ストリングスアレンジ：和田薫）
  - 13枚目の両A面シングルの表題曲。日本テレビ系「きょうの出来事」エンディング・テーマ。

## レコーディング参加
- 是永巧一 - ギター
- 北島健二（FENCE OF DEFENSE） - ギター
- 西岡和哉 - ギター
- 美久月千晴 - ベース
- 小田原豊 - ドラム
- 佐野康夫 - ドラム
- 宮田繁男 - ドラム
- 山木秀夫 - ドラム
- 山本拓夫 - サックス
- 三沢またろう - パーカッション
- 桑野聖ストリングス - ストリングスセクション
- 篠崎正嗣ストリングス - ストリングスセクション
- 佐々木久美 - コーラス
- 大和田保紀 - プログラミング